# Pseudaletia typhlodes
Pseudaletia typhlodes är en fjärilsart som beskrevs av Edward Meyrick 1899. Pseudaletia typhlodes ingår i släktet Pseudaletia och familjen nattflyn. Inga underarter finns listade i Catalogue of Life.